# Georgi Mărkov
Georgi Nikolov Mărkov (in bulgaro Георги Николов Мърков?; Gorno Vershilo, 5 aprile 1946) è un ex lottatore, politico e allenatore di lotta bulgaro, specializzato nella lotta greco-romana.

## Biografia
Rappresentò la Bulgaria ai Giochi olimpici estivi di Monaco di Baviera 1972, vincendo la medaglia d'oro nella lotta greco-romana, categoria dei pesi piuma. Specialità della quale fu anche campione del mondo nel 1971 ed europeo nel 1972.
Dopo il ritiro è divenuto allenatore. Ha allenato il Levski-Spartak (Sofia) e presso Radnicki Club di Belgrado.
Durante il campionato europeo del 1984 a Jönköping, mentre allenava la nazionale bulgara, disarmò un terrorista che si intromise nel palazzetto dello sport.
È autore del manuale metodologico per gli studenti del wrestling classico e freestyle "Fondamenti del wrestling sportivo". Ha conseguito il dottorato honoris causa.
È stato il primo campione olimpico a donare le sue medaglie al Museo dello sport allo stadio nazionale Vasil Levski.
Nel 9 novembre 2011 è stato eletto presidente del consiglio comunale di Septemvri.

## Palmarès
- Giochi olimpici

Monaco di Baviera 1972: oro nei pesi piuma (-62 kg.)
- Mondiali

1970: bronzo nei pesi piuma (-62 kg.)
1971: oro nei pesi piuma (-62 kg.)
- Europei

1972: oro nei pesi piuma (-62 kg.)
1974: argento nei pesi piuma (-62 kg.)